# Ertl Zsombor
Ertl Zsombor (Budapest, 1996. július 8. –) magyar színész.

## Életpályája
Édesapja Ertl Péter táncművész, édesanyja pszichológus. 2015-ben érettségizett a Kodály Zoltán Magyar Kórusiskolában. Egyetemi felvételijére Fekete Ernő és Sardar Tagirovsky készítette fel. 2015–2020 között a Színház- és Filmművészeti Egyetem hallgatója volt. Egyetemi gyakorlatát a Vígszínházban töltötte, 2020-tól társulati tag.
Felesége Fülöp Tímea színésznő.

## Színházi szerepei

### Vígszínház
- Jane Austen: Büszkeség és balítélet ...Wickham, katonatiszt (2025)
- Jonas Petter Aronsen: Az ember, aki elvesztette az időt ..Birk (2024)
- Carlo Goldoni: A hazug... Lelio, a Hazug, Pantalone fia (2024)
- Hanoch Levin: Krum... Below (2023)
- Peter Schaffer: Amadeus... Második Venticello, Szellőcske, hírek, rémhírek és pletykák hordozója (2023)
- Komán Attila: K utazásai (2022)
- Hubay Miklós – Ránki György – Vas István: Egy szerelem három éjszakája... Bálint (2022)
- Dés László – Geszti Péter – Grecsó Krisztián: A Pál utcai fiúk... Az idősebb pásztor (2020/2021); Boka (2021)
- Anton Pavlovics Csehov: Sirály... Medvegyenko (2021)
- Jacques Prévert – Kovács Adrián – Vecsei H. Miklós – Vidnyánszky Attila: Szerelmek városa...  Április (2021)
- Friedrich Dürrenmatt: Az öreg hölgy látogatása... Konrád, a fia (2020)
- Molnár Ferenc: A doktor úr... Bertalan (2020)
- Szirmai Albert – Bakonyi Károly – Gábor Andor: Mágnás Miska...  Baracs István (2019)
- Bertolt Brecht: Baal... Unokaöccs; Claude; 2. Rendőr; 1. Fiatal művész; Börtönőr (2019)
- F. Scott Fitzgerald – Kovács Adrián – Vecsei H. Miklós – ifj.Vidnyánszky Attila: A nagy Gatsby... Nick Carraway (2019)
- Vecsei H. Miklós – ifj. Vidnyánszky Attila: Kinek az ég alatt már senkije sincsen... Arany/Mihó Laci/Pákh (2018)
- Charlie Chaplin: A diktátor... K. kapitány/Magas járőr (2018)
- William Shakespeare: Lóvátett lovagok... Longaville, gróf a király kíséretében (2017)
- Molnár Ferenc: Liliom... Esztergályos (2018)
- Lev Tolsztoj: Háború és béke... Borisz Drubeckoj (2017)
- F. M. Dosztojevszkij: A félkegyelmű... Jepancsin tábornok (Pesti Színház, 2018)

### Színház- és Filmművészeti Egyetem
- Moliére – Kleist – Darvasi – Dohy: Amphitryon (Ódry Színpad, 2019)
- Joe Orton: Szajré... Truscott (Ódry Színpad, 2020)
- Peter Weiss: Jean-Paul Marat üldöztetése és meggyilkolása, ahogy a charentoni elmegyógyintézet színjátszói előadják De Sade úr betanításában (Ódry Színpad, 2019)
- Ahogy tetszik (Ódry Színpad, 2018)
- Pixel (Ódry Színpad, 2018)
- Elsötétítés (Ódry Színpad, 2018)
- Az élet álom... Clotaldo (Ódry Színpad, 2018)
- Phil Collins... Agár (Ódry Színpad)
- Ott se lészen megállásom (Ódry Színpad)

### Egyéb
- William Faulkner: Míg fekszem kiterítve (Sztalker Csoport, 2018)
- Darvasi László: Madárhegy... Gonzo(Klakker Társulás, 2022)
- Csehov: Dráma a vadászaton (FreeSzfe-Pinceszínház, 2023)

## Filmes és televíziós szerepei
- A mi kis falunk (2018) – Bellboy
- Jófiúk (2019)[10] – Gyenes Gáspár
- A tanár (2021) – Berci
- Most vagy soha! (2024) – Irinyi József